# Piedras rúnicas de Hedeby
Las piedras rúnicas de Hedeby son cuatro piedras rúnicas del siglo X encontradas en Hedeby, actualmente norte de Alemania. Este territorio perteneció a Dinamarca durante la Era vikinga.

## Piedra de Eric
La piedra rúnica de Eric (catalogada como Hedeby 1 o DR 1 en el sistema Rundata) fue encontrada en 1796 en Danevirke y trasladada a un parque en Schleswig. Igual que la piedra de Skarthi, se cree que fue erigida alrededor del año 995, durante el ataque del rey sueco Erico el Victorioso aprovechando que Svend I de Dinamarca estaba de campaña militar en Inglaterra.

## Piedras de Sigtrygg
La piedra más grande (catalogada como Hedeby 2 o DR 2) fue encontrada en 1797 en Hedeby, y la pequeña (Hedeby 4 o DR 4) en 1887. Las piedras se erigieron alrededor del año 938.

## Piedra de Skarthi

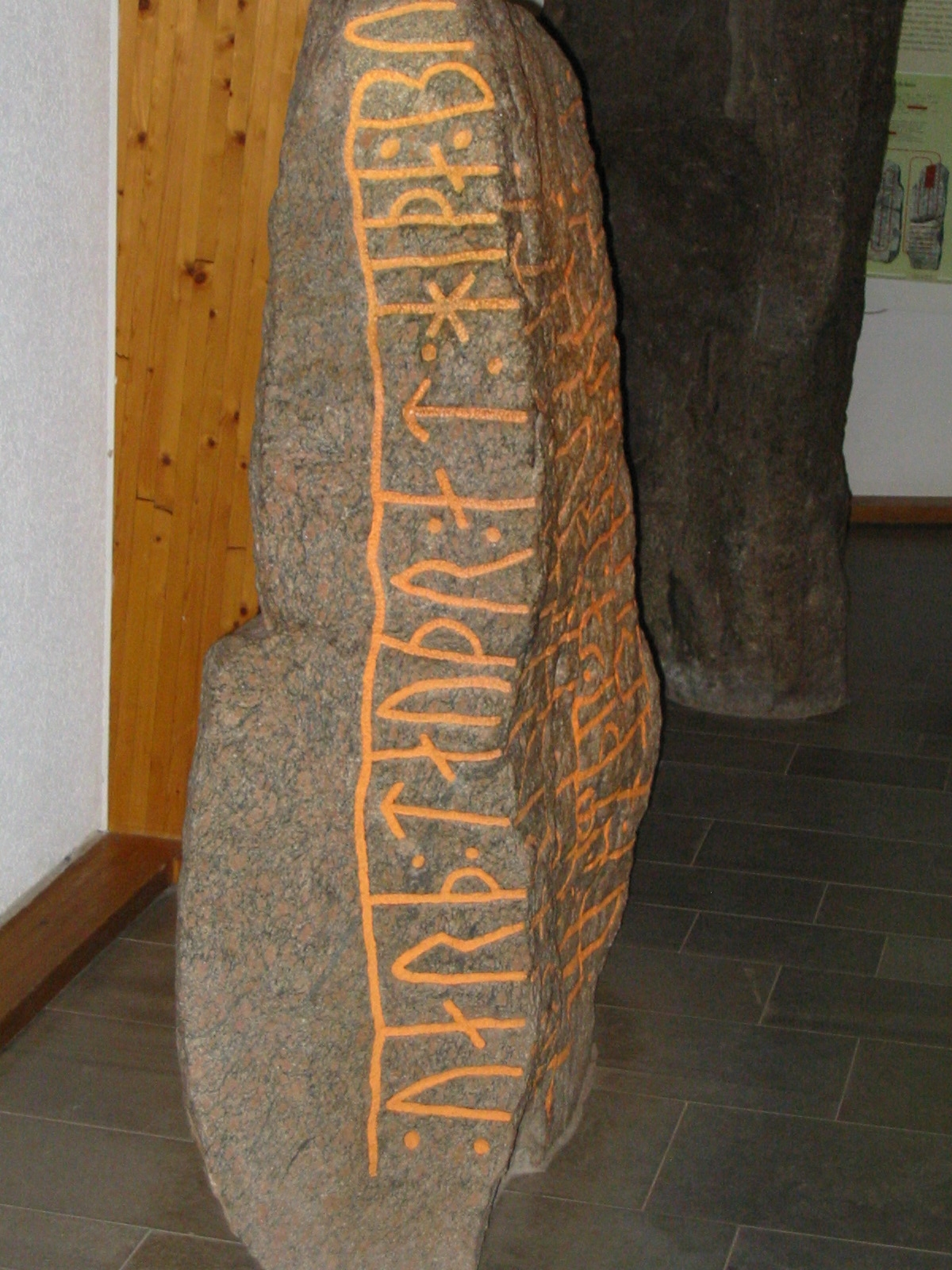
Vista lateral de la piedra de Skarthi

La piedra de Skarthi (danés:Skardesten), también conocida como Hedeby 3 o DR 3 en la Rundata, fue encontrada en 1857 en Danevirke. Es una pieza de granito erigida en 982 y actualmente expuesta en el Museo vikingo de Hedeby.
La inscripción cita al rey Sveinn y por las referencias contemporáneas, seguramente se refiere al rey Svend I (nórdico antiguo: Sveinn Tjúguskegg), y "al oeste" a la campaña en Inglaterra. El rey dedicó la piedra en honor a Skarði, quien ostentaba el título de heimþega o heimþegi (pl. heimþegar), que significa "receptor de casa" (el que recibe una casa de un tercero). Un total de seis piedras rúnicas danesas se refieren a una persona con este título, las otras son la piedra rúnica de Eric, DR 154, DR 155, DR 296, y DR 297. El uso de dicho término sugiere que hay fuertes similitudes entre heimþegar y el término húskarl (literalmente, "hombre casa"). Como los huscarles, un heimþegar está al servicio del rey o un señor feudal, de quienes recibía obsequios (en este caso, casas) por su servicio. Algunos historiadores, como Johannes Brøndsted, han interpretado heimþegi como la versión danesa de húskarl.

### Inscripción

#### En caracteres latinos
A : suin : kunukR : sati : ¶ stin : uftiR : skarþa ¶ sin : himþiga : ias : uas : ¶ : farin : uestr : ion : nu :
B : uarþ : tauþr : at : hiþa:bu

#### En nórdico antiguo
A Sveinn konungr setti stein eptir Skarða, sinn heimþega, er var farinn vestr, en nú
B varð dauðr at Heiðabý.

#### En castellano
A El rey Sveinn colocó la piedra en memoria de Skarði, su receptor, quien viajó al oeste, pero quien entonces
B murió en Hedeby.